# کلیسای گئورگ مقدس (ایروان)
کلیسای گئورگ مقدس (ایروان) (ارمنی: Սուրբ Գևորգ եկեղեցի (Երևան)؛ انگلیسی: St. George) یک کلیسا متعلق به کلیسای حواری ارمنی واقع در ناحیه شنگاویت، شهر ایروان در کشور ارمنستان می‌باشد. ساخت و ساز این ساختمان در سده ۱۷ام میلادی؛ به پایان رسید. این بنا به سبک معماری ارمنی طراحی شده است.